# Paulius Kulikauskas
Paulius Kulikauskas (* 1964 in Vilnius) ist ein litauischer Architekt, Urbanist und Diplomat.

## Leben
Nach dem Abitur absolvierte er 1986 das Diplomstudium bei Vytautas Edmundas Čekanauskas am Vilniaus dailės institutas. Er war Architekt am Institut  für Projektierung im Stadtbau, Berater im Verband Lietuvos architektų sąjunga, in Lazdynai der  Stadtverwaltung Vilnius, Ministerberater von Algimantas Nasvytis am Bauministerium Litauens und von 1996 bis 1997 Ministerberater am Außenministerium Litauens. Von 1997 bis 1998 war er Vizeminister am Ministerium für europäische Angelegenheiten der Republik Litauen.
Von 1991 bis 1996 und von 1998 bis 2010 arbeitete er in Dänemark, von 1998 bis 2004 als Leiter der Abteilung im Unternehmen in  Kopenhagen. Von 2004 bis 2010 war er leitender Experte im EU-URBACT Programm und von 2006 bis 2010 wissenschaftlicher Mitarbeiter von I2UD. 
Er arbeitete in der Weltbank, Europäischen Bank für Wiederaufbau und Entwicklung  USAID und bei Projekten in  Kroatien, Bulgarien,  Brasilien etc.
Seit 2011 arbeitet er im UN-Sekretariat bei RPTC als interregionaler Berater UN-Habitat.